# Astíoque (mujer de Ificlo)
En la mitología griega, Astíoque o Astioquía (en griego Ἀστυόχη) era la esposa de Íficlo y madre de los caudillos del contingente filacio durante la guerra de Troya.
Eustacio la incluye dentro de un pasaje genealógico que intenta congeniar la tradición homérica con la hesiódica. Dice que Fílaco fundó una ciudad y le puso su nombre a Fílace. Los hijos de Fílaco «fueron Peante e Ificlo. Hijos de éstos fueron, de Peante y Metone por un lado, Filoctetes; y de Ificlo y Astíoque por otro, Protesilao y Podarce».